# NGC 4927
NGC 4927 é uma galáxia elíptica (E-S0) localizada na direcção da constelação de Coma Berenices. Possui uma declinação de +28° 00' 22" e uma ascensão recta de 13 horas, 01 minutos e 57,6 segundos.
A galáxia NGC 4927 foi descoberta em 11 de Abril de 1785 por William Herschel.